# Arévalo de la Sierra
Arévalo de la Sierra es un municipio y localidad española de la provincia de Soria, en la comunidad autónoma de Castilla y León. El término municipal, ubicado en la comarca de Almarza y el partido judicial de Soria, tiene una población de 70 habitantes (INE 2024).

## Geografía

Término municipal de Arévalo de la Sierra

Esta pequeña población de la comarca de Almarza está ubicada en el norte de la provincia de Soria, bañada por el río Zarranzano, afluente del Tera en la cuenca del Duero al sur de sierra del Alba y sierra de Montes Claros, divisoria de aguas entre las vertientes atlántica y mediterránea.
El término municipal también comprende las localidades de Torrearévalo y Ventosa de la Sierra, así como el despoblado de Castellanos de la Sierra y el  Acebal de Garagüeta.

## Historia
Lugar, conocido entonces como Arébalo, que durante la Edad Media perteneció a la Comunidad de Villa y Tierra de Soria formando parte del Sexmo de Tera.
El Censo de Pecheros de 1528, en el que no se contaban eclesiásticos, hidalgos y nobles, registraba la existencia 58 pecheros, es decir unidades familiares que pagaban impuestos.  En el documento original, figura la localidad con el nombre de Arévalo.
A la caída del Antiguo Régimen la localidad se constituye en municipio constitucional, conocido entonces como Arévalo en la región de Castilla la Vieja, partido de Soria que en el censo de 1842 contaba con 67 hogares y 270 vecinos.
A mediados del siglo XIX crece el término del municipio porque incorpora a Castellanos de la Sierra.
A finales del siglo XX crece el término del municipio porque incorpora Torrearévalo y también a Ventosa de la Sierra.

## Demografía
Cuenta con una población de 70 habitantes (INE 2024).
| Gráfica de evolución demográfica de Arévalo de la Sierra entre 1842 y 2021 |
| |
| Población de derecho según los censos de población del INE Población de hecho según los censos de población del INEEn este censo se denominaba Arévalo: 1842 Entre el censo de 1857 y el anterior, crece el término del municipio porque incorpora a 425026 (Castellanos de la Sierra) Entre el censo de 1970 y el anterior, crece el término del municipio porque incorpora a 42613 (Torrearévalo) y 42624 (Ventosa de la Sierra) |

### Población por núcleos
| Núcleos                  | Habitantes (2000) | Habitantes (2010) | Notas      |
| ------------------------ | ----------------- | ----------------- | ---------- |
| Arévalo de la Sierra     | 44                | 27                |            |
| Castellanos de la Sierra | 0                 | 0                 | Despoblado |
| Torrearévalo             | 32                | 36                |            |
| Ventosa de la Sierra     | 26                | 16                |            |